# Ко Юн Джин
Ко Юн Джин (кор. 고형진, 20 червня 1982) — південнокорейський футбольний арбітр, арбітр ФІФА і АФК з 2009 року.

## Біографія
8 серпня 2010 року провів свій перший міжнародний матч, в якому Китай обіграв з рахунком 1:0 у Латвії, в цій грі арбітром була показана одна жовта картка.
У 2012 році він був арбітром Кубка виклику АФК, де обслужив дві гри, в тому числі один півфінал. Два роки потому він знову працював на цьому турнірі і цього разу відсудив три матчі, включаючи один з двох півфіналів, між Палестиною та Афганістаном. Палестина виграла 2:0.
В подальшому працював на азійському відбірковому турнірі на чемпіонат світу 2018 року
Був одним з арбітрів Кубка Азії 2019 року.